# Iniidae
Famille
Les Inidés (Iniidae) forment une famille de dauphins vivant surtout en eau douce. Aujourd'hui elle ne comprend que le boto (Inia geoffrensis) mais certaines classifications y incluent encore les genres Lipotes et Pontoporia, appartenant respectivement aux familles des Lipotidae et des Pontoporiidae.

## Liste des genres et espèces
- † Goniodelphis
  - G. hudsoni
- Inia
  - Inia geoffrensis — Boto
    - I. g. geoffrensis
    - I. g. boliviensis
    - I. g. humboldtiana
- † Ischyrorhynchus (syn. Anisodelphis)
  - I. vanbenedeni (syn. Anisodelphis brevirostratus)
- † Saurocetes (syn. Saurodelphis, Pontoplanodes)
  - S. argentinus (syn. Pontoplanodes obliquus)
  - S. gigas